# 大石満雄
大石 満雄（おおいし みつお、1958年（昭和33年）6月27日 - ）は、日本の政治家。元岩手県花巻市長（2期）。

## 来歴
岩手県花巻市出身。岩手大学大学院を修了後、旧花巻市議会議員を3期務め、2006年の合併による花巻市長選挙に立候補して当選する。2010年の選挙でも再選。2014年の選挙で上田東一に敗れ、落選した。